# Kuślin (gemeente)
De gemeente Kuślin is een landgemeente in het Poolse woiwodschap Groot-Polen, in powiat Nowotomyski.
De zetel van de gemeente is in Kuślin.
Op 30 juni 2004 telde de gemeente 5579 inwoners.

## Oppervlakte gegevens
In 2002 bedroeg de totale oppervlakte van gemeente Kuślin 106,31 km², waarvan:
- agrarisch gebied: 77%
- bossen: 19%

De gemeente beslaat 10,51% van de totale oppervlakte van de powiat.

## Demografie
Stand op 30 juni 2004:
| Omschrijving                   | Totaal | Totaal | Vrouwen | Vrouwen | Mannen | Mannen |
| ------------------------------ | ------ | ------ | ------- | ------- | ------ | ------ |
| eenheid                        | aantal | %      | aantal  | %       | aantal | %      |
| inwoners                       | 5579   | 100    | 2824    | 50,6    | 2755   | 49,4   |
| bevolkingsdichtheid (inw./km²) | 52,5   | 52,5   | 26,6    | 26,6    | 25,9   | 25,9   |

In 2002 bedroeg het gemiddelde inkomen per inwoner 1430,88 zł.

## Administratieve plaatsen (sołectwo)
Chraplewo, Dąbrowa, Nowa Dąbrowa, Głuponie, Krystianowo, Kuślin, Michorzewko, Michorzewo, Śliwno, Trzcianka, Turkowo, Wąsowo.

## Aangrenzende gemeenten
Duszniki, Lwówek, Nowy Tomyśl, Opalenica